# Ia Orana Maria
Ia Orana Maria (títol original, en tahitià normalitzat ’Ia ora na Maria), Ave Maria, és un quadre de Paul Gauguin fet el 1891 durant la seva primera estada a Tahití. Es conserva al Metropolitan Museum of Art de Nova York. Es coneix per la referència núm. 428 del catàleg de Wildenstein.
Representa l'escena de l'Anunciació amb els motius traslladats a Tahití. El títol, destacat en majúscules en un requadre groc (ia orana maria), fa referència a la salutació de l'àngel Gabriel a la Verge Maria. ’Ia ora na és una salutació habitual en tahitià, i ’Ia ora na Maria és l'oració de l'Avemaria. Ara bé, la presència del Nen Jesús podria ser una evocació de l'Adoració dels pastors.

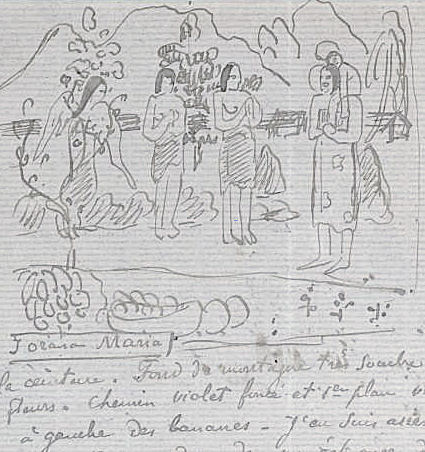
Carta a Daniel de Monfreid, 11 març 1892

Gauguin ho descriu en una carta, a més de fer-ne un esbós:
«Un àngel d'ales grogues indica a dues dones tahitianes a Maria i Jesús, tahitians també. Nus vestits amb pareo, espècie de cotonada amb flors que es lliga com es vol a la cintura. Fons de muntanya molt obaga i arbres en flors. Camí violeta fosc i primer pla verd maragda; a l'esquerra uns plàtans. N'estic bastant satisfet.»
Els habitants del districte de Mataeia, on s'havia instal·lat Gauguin, eren catòlics mentre que a la resta de l'illa eren majoritàriament protestants. Gauguin s'havia interessat pel sincretisme entre la religió tradicional i la cristiana, i ho representa a la seva forma. Dues dones tahitianes en actitud d'oració observen a Maria i el Nen Jesús coronats amb aurèola. Darrere, un àngel amb ales. La figura de Maria destaca per ser més gran i de color vermell. Els peus grans i els rostres amb trets molt marcats, ressalta el primitivisme de les figures. El paisatge és exuberant i ric en color. La presència dels fruits exòtics en primer pla són més una ofrena pagana que cristiana. La posició del nen a collibè sobre una espatlla de la mare resulta estranya i improbable.
Segons el senyor Mothéré, la figura central s'assembla a la seva dona, Marie Henry, propietària de la Buvette de la Plage, a Le Pouldu (Bretanya), on Gauguin s'hi havia allotjat el 1890. Les dues figures de l'esquerra estan copiades d'una fotografia dels relleus del temple budista de Borobudur, a l'illa de Java, que representa La trobada de Buda i els tres Monjos en el camí de Benares. La figura amb el pareo blau la va tornar a reproduir en primer pla a Parau Parau (1892) i a Haere Pape (1892). La figura central la va fer en zincografia distribuïda en la revista L'Épreuve: Album d'art de març de 1895.

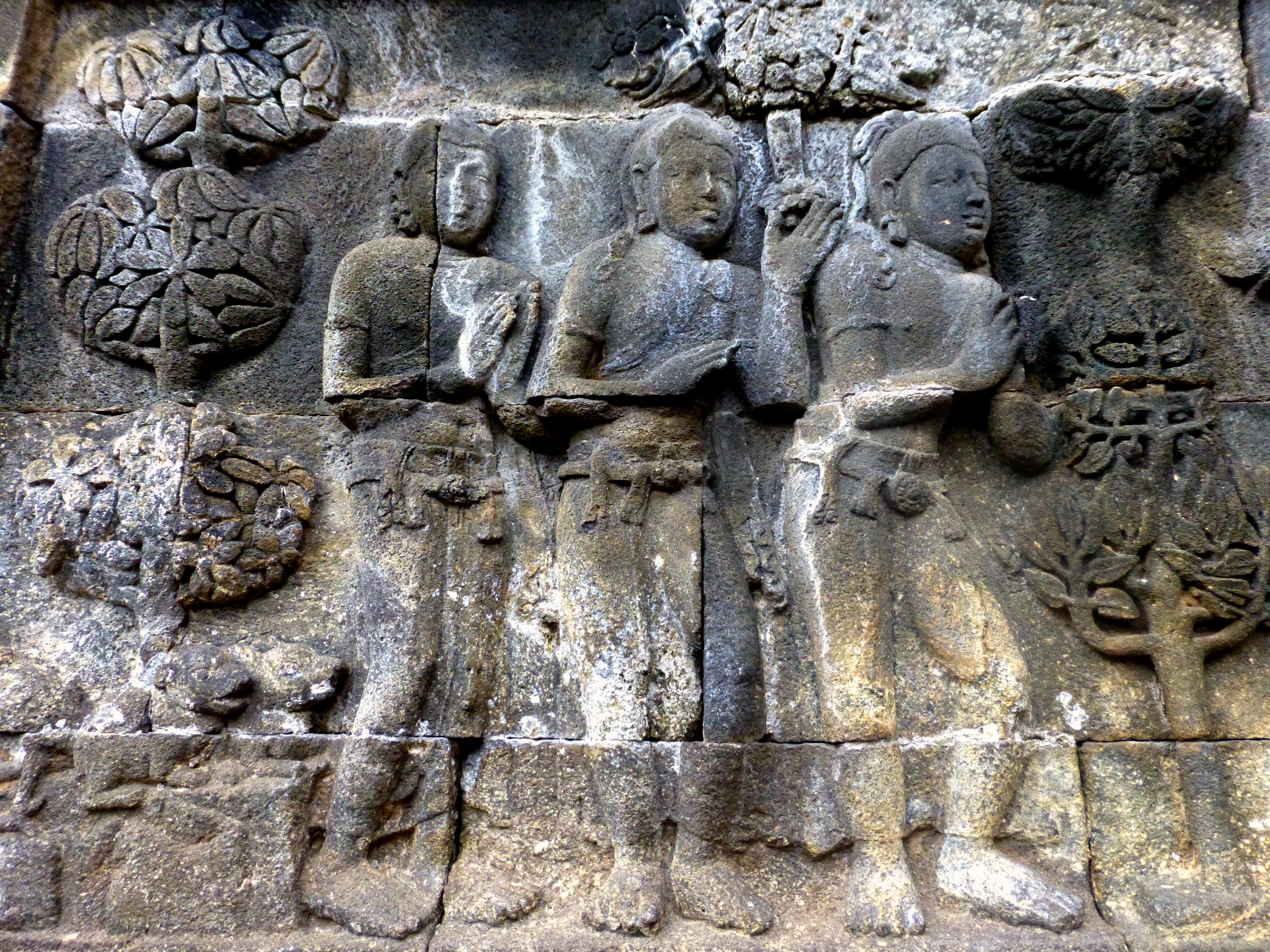
Relleus de Borobudur
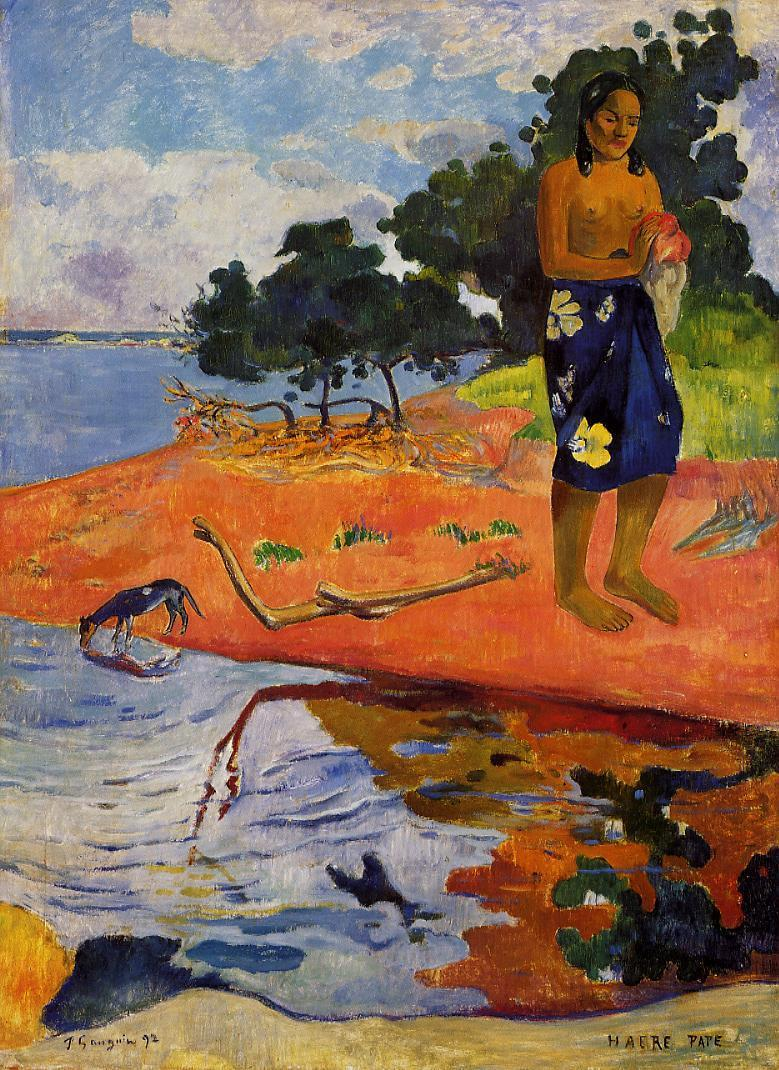
Haere Pape (1892)
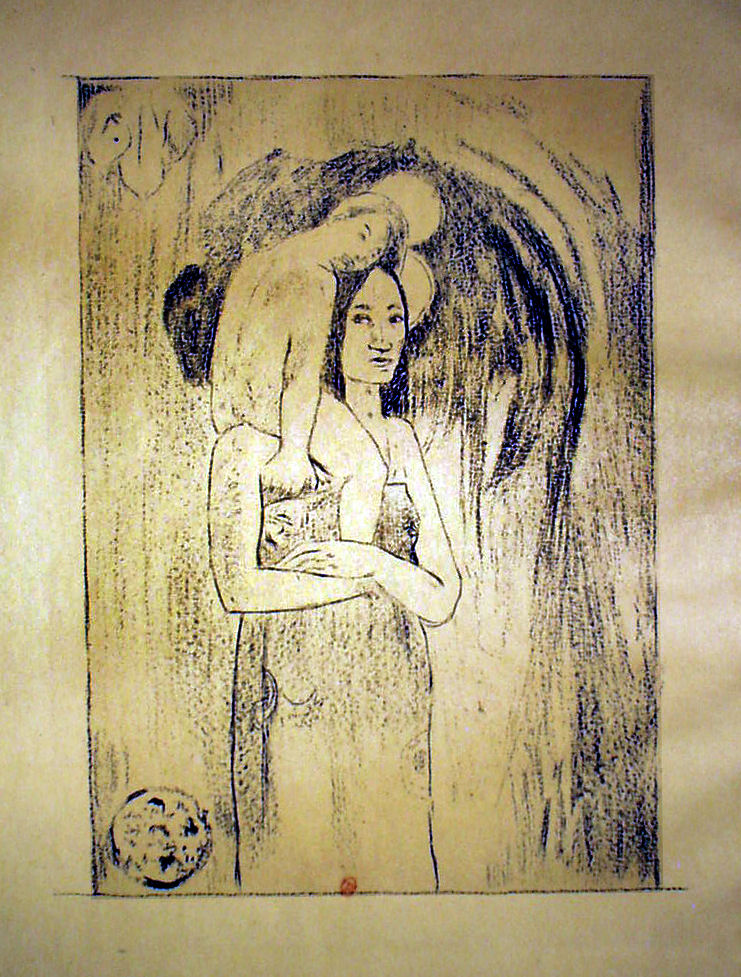
Zincografia (1895)

## Historial
Gauguin va voler donar el quadre al Musée du Luxembourg, però el conservador Léonce Bénédite el va rebutjar amb menyspreu. El novembre del 1893 va ser exposat a la galeria de Paul Durant-Ruel i venut a l'editor Michel Manzi per 2.000 francs. El 1919 va ser comprat per un col·leccionista de Nova York per 58.000 francs (uns 71.600 euros del 2009), i el 1951 el seu fill el va llegar al Metropolitan Museum of Art.
L'obra està publicada en el catàleg de Wildenstein de 1964 amb el número 428, i en el catàleg de Gabriele Sugana de 1972 amb el número 263.